# Cornwallis-Insel (Südliche Shetlandinseln)
Die Cornwallis-Insel (englisch Cornwallis Island, russisch Остров Михайлова Ostrow Michailowa, deutsch ‚Michailowinsel‘) ist eine kleine subantarktische Insel, die zum Archipel der Südlichen Shetlandinseln gehört. Sie ist etwa 1,5 km lang und liegt 9,4 km östlich von Kap Valentine, Elephant Island. Dazwischen liegt die Prince Charles Strait. 
Ihren Namen erhielt die Insel im Jahre 1821 kurz nach der Entdeckung der Südlichen Shetlandinseln. Sie ist nach dem britischen Admiral Sir William Cornwallis benannt. Der Namensgeber der 1831 vorgenommenen russischen Benennung ist nicht überliefert.